# Due (romanzo Enrico Brizzi)
Due è un romanzo scritto da Enrico Brizzi, pubblicato il 17 settembre 2024 da HarperCollins Italia. Si tratta del sequel, pubblicato a trent'anni di distanza, del libro d'esordio Jack Frusciante è uscito dal gruppo.
Brizzi ha realizzato anche una fanzine, intitolata Stagione elettrica, con illustrazioni di Alessandro Baronciani, autore della copertina di Due. La fanzine è stata resa disponibile insieme al preordine del libro.

## Trama
La vicenda prende l'avvio dove Jack Frusciante è uscito dal gruppo si era interrotto: all'indomani della partenza di Aidi per l'America, nel giugno 1992. Il vecchio Alex, si sente depresso e demotivato verso qualsiasi attività diversa da una banale routine. Per cercare di scuoterlo dal suo torpore, i suoi genitori gli danno il permesso di fare un viaggio con in Interrail con i suoi amici attraverso l'Europa durante le vacanze estive.
Dei sette ragazzi intenzionati a partire all'inizio ne rimangono, per vari motici, solo tre: Helios Nardini, Tony Depression e Alex. Il gruppetto tocca nell'ordine Vienna, Budapest, Norimberga, Berlino (dove rischia di restare coinvolto in scontri tra naziskin e antifascisti), Copenaghen, Stoccolma, Oslo, Amsterdam, Ostenda, Londra, Manchester, Liverpool, Glasgow e Parigi, città ben conosciuta da Alex per gli impegni lavorativi del padre. Qui, in un negozio di dischi, Alex cerca di contattare senza successo un produttore musicale indipendente; tuttavia la visita non è infruttuosa, in quanto i ragazzi s'imbattono in Manu Chao, che accenna con loro le prime note di Bella ciao, prontamente registrate su nastro magnetico.
Intanto, in una cittadina della Pennsylvania, Aidi cerca di adattarsi alla famiglia che la ospita e al nuovo contesto sociale, e ripensa ad Alex, al quale scrive delle lettere sperando di ottenere prima o poi una risposta.
Tornato a Bologna, Alex cerca di aiutare nello studio Tony Depression per gli esami di riparazione che però non supera, dovendo perciò ripetere l'anno. Alex invece inizia la III Liceo classico; alla ripresa delle lezioni, accade che Francesca Pepoli, ragazza di famiglia agiata che era la migliore amica di Aidi, mostri interesse a lui. Alex inizia a frequentarla, anche a casa sua, e ha con lei il primo rapporto sessuale completo.
Dall'altra parte dell'oceano, Aidi ha iniziato il suo anno nella High School Dubois, dove si fa notare per la sua avvenenza, suscitando in particolare l'interesse dello studente di buona famiglia Larry Linderman. Frequentando le lezioni di teatro, le viene assegnata la parte di Giulietti in una versione ridotta della celebre tragedia di Shakespeare da mettere in scena a fine anno.
Alex vorrebbe acquistare una Vespa di seconda mano per mettersi in mostra girando per Bologna, e per questo inizia a lavorare come cameriere nella trattoria della zia del suo compagno di scuola Rinaldi. Il suo rendimento scolastico però ne risente, anche per effetto di un basso voto in condotta, così i suoi genitori ne rimangono contrariati. Il ragazzo per un certo periodo si trasferisce a casa della nonna materna.
Aidi accetta il corteggiamento di Larry e ha con lui un rapporto sessuale, che per qualche giorno le fa temere di essere rimasta incinta. Avendo saputo anche della tresca tra Alex e Francesca s'interroga sui suoi sentimenti e si rende conto di voler ancora bene ad Alex, nonostante tutto; decide perciò di troncare la relazione con il ragazzo americano, che per di più è anche il suo partner nel ruolo di Romeo.
Al ritorno in Italia, Alex, che da parte sua ha rotto con Francesca, ritrova Aidi: i due ragazzi si abbracciano teneramente, decisi a non separarsi più.

## Struttura del testo
Attraverso tutto il romanzo si alternano le vicende di Alex (raccontate o in terza persona dal narratore onnisciente o in prima persona dal protagonista in forma di diario registrato su nastro magnetico) e di Aidi (in prima persona, scritte come diario cartaceo o come lettere indirizzate ad Alex). 
Il linguaggio della parte relativa ad Alex, soprattutto nelle prime pagine, è ricco di termini del gergo giovanile degli anni Novanta e di dialettismi tipicamente bolognesi.

## Personaggi

### Bologna
Alex D., detto il vecchio Alex
Il protagonista maschile del romanzo, studente di III Liceo classico. In precedenza suonava con alcuni amici in un complessino chiamato "Le Anatre di Central Park").
Depression Tony, Helios Nardini (detto Acca Enne) e Hoge (detto Oguccio)
Amici di Alex e suoi compagni nelle "Anatre di Central Park". Tony ed Helios partono per l'Interrail assieme ad Alex.
Il Cancelliere e la Mutter
Genitori di Alex.
Il Frère de lait
Fratello minore di Alex, così chiamato sebbene tecnicamente non sia un "fratello di latte". Vuole proteggere il legame a distanza di Alex e Aidi nascondendo la lettera che quest'ultima gli ha mandato, ma rischia di rovinare tutto perché se ne dimentica per settimane.
Nonna Pina
Nonna materna di Alex, che gli dà ricetto dopo che questi ha litigato con i suoi genitori.
Rinaldi, detto Rinuz e il pornografo
Ragazzo brufoloso, compagno di scuola di Alex, al quale trova il lavoretto nella trattoria della zia.
Leo Chernobyl, detto il cestista punk
Amico di Alex, amante della vita notturna.
Oscar
Compagno di banco di Alex
Il Mazza
Compagno di classe di Alex, ripetente.
Francesca Pepoli
Amica di Aidi, figlia di un assicuratore di successo, che seduce Alex. Alla fine, a causa di un rovescio giudiziario del padre, smette di frequentare le lezioni.
Maria Rita Ciuncoli
Insegnante d'italiano del Liceo Ginnasio Caimani, frequentato da Alex.
Manuel Del Rio
Nuovo insegnante di storia e filosofia di Alex, con il quale stabilisce un rapporto prossimo all'amicizia.
La professoressa Mistrani
Insegnante di greco di Alex.
Wanda
Zia di Rinaldi, titolare di una trattoria in via Saragozza.
Padre Loris
Frate, già militare, conosciuto da Alex quando frequentava i boy scout, che va talvolta ad aiutare alla mensa dei poveri.

### Stati Uniti
Adelaide, detta Aidi
Protagonista femminile, ragazza di origini in parte siciliane che trascorre un anno da exchange student negli Stati Uniti.
Tom e Sharon Brenner
Coppia sulla quarantina che ospita Aidi. Tom lavora per una compagnia finanziaria, mentre Sharon ha un negozio di articoli casalinghi.
Jason Brenner
Figlio quindicenne dei precedenti.
Nanami
Ragazza giapponese, anch'essa exchange student nell stessa scuola in cui va Aidi, della quale diventa grande amica.
Mr. Horowitz
Insegnante di teatro della Dubois, che assegna ad Aidi la parte di Giulietta.
Jennifer Gruner
Studentessa molto avvenente che sviluppa con Aidi un'antipatia reciproca, al punto che questa la chiama "Stronzetta Gruner".
Miss Campbell
Insegnante d'arte della Dubois, che prende Aidi in simpatia.
Larry Linderman
Studente della Dubois che corteggia Aidi. È figlio di un imprenditore e di una professoressa di francese.
Brad e Josh Keller
Gemelli amici di Larry. Brad, detto "Legal", è un membro della squadra di nuoto della scuola, mentre "Illegal" è un capellone graffitaro e skater. Colto sul fatto, viene condannato a lavori sociali e deve lasciare la scuola; Larry non ne pare turbato, cosa che lascia Aidi perplessa.
Gordon Greenfield
Amico di Larry, che ha la parte di Mercuzio in Romeo e Giulietta.

## Edizioni
- Enrico Brizzi, Due, Milano, HarperCollins, 2024, ISBN 9791259854063.